# Elisa Oyj
Elisa Oyj — це фінська телекомунікаційна, ІКТ та веб-сервісна компанія, яка працює в основному у Фінляндії та Естонії, але також пропонує цифрові послуги для міжнародних операторів та інших компаній. У 2022 році Elisa мала понад 6,3 мільйона споживачів, компаній і організацій державного управління. У Фінляндії Elisa є лідером на ринку операторів мережі та фіксованих мереж. Компанія була заснована у 1882 році під назвою Helsingin puhelinyhdistys, у 2000 році змінила назву на Elisa Communications Oyj, а у 2003 змінила назву на теперішню. Elisa Oyj кооперується з німецькою Vodafone. Акції компанії котуються на Гельсінській біржі та входять до лістингу індексу OMX Helsinki 25.
Мобільний підрозділ Elisa був раніше відомий під назвою Radiolinja. Перший у світі дзвінок за допомогою функції GSM був здійснений у Фінляндії за допомогою мережі Radiolinja—GSM.
Elisa котирується на Nasdaq Helsinki. У 2022 році дохід Elisa склав 2,1 мільярда євро, а в компанії працювало понад 5600 людей. У 2021 році це була третя за обсягом ІТ-компанія у Фінляндії.